# 太陽の戦士ポカポカ
『太陽の戦士ポカポカ』（たいようのせんしポカポカ）は、久米田康治による漫画作品。小学館の『週刊少年サンデー』1996年39号から1997年39号まで連載されていた。単行本は全5巻。

## 概要
前作『行け!!南国アイスホッケー部』とはガラリと作風を変え、冒険活劇コメディといった路線であった。下ネタは全く無いと言うわけではないが、『行け!!南国アイスホッケー部』に比べてかなり抑えられている。

## あらすじ
主人公の堀川陸は地面を掘るのが大好き。陸が地面を掘ると何かが起こるので、付いたあだ名が「神のスコップを持つ男」。ある日、陸のクラスに転校生の天宮こよみがやって来た。同級生の男子は、こよみと仲良くなろうと浮き足立つが、陸は意にも介さずに相変わらず地面を掘っていた。その日、地面の中から発掘した腕輪は、こよみの持つネックレスと反応し、陸の姿と人格は古代の戦士・ポカポカへと変身してしまった。そこから陸は、古代文明シャンバラを巡る様々な事件に巻き込まれていく。

## 登場人物

### 地上人、主人公サイド
堀川陸
主人公。地面を掘る事を趣味にしており、掘ると必ず何か重要なものが見つかる特性を持っている。通称「神のスコップを持つ男」。その能力を生かし、考古学者である父親に幼い頃から貢献している。時には騒動の種となってしまうこともある。
ポカポカ
古代ポカの大地の戦士。シャンバラの科学技術を復活させた科学者ヨミ博士によって改造されており非常に戦闘力が高い。その力は数千のハニワロイドを一蹴するほどである。武器は友人のプカプカから誕生日プレゼントに贈られたブーメラン。本能に忠実で、頭は良くないがとても歯が丈夫（ただし物語後半、ブラックドリル一族と陸によって歯のほとんどを虫歯にされてしまう）。通常時はリングの中に意思があり、リングの力により陸と体を交換する事で出現。変身中の陸の意思はリングの中にある。後にメカの体「ポカンガー」（ピューピュー、チャプチャプのメカボディと合わせて無益ロボシャンボット3と呼ばれる）を経て過去の体を取り戻す。物語後半では陸の同級生になり、陸の家に居候した。ときめき布が好き。
紀元鈴
陸の同級生。家も隣同士。陸のことは憎からず思っているが、態度に出しては表さない。
北神風太郎
陸の小学校時代の同級生。二枚目キャラ。病弱。風の戦士ピューピューに変身する。ピューピューの変身解除の条件が特殊だったため、初登場回で変身して以降終盤になるまで元に戻れなかった。
ピューピュー
古代シャンバラの風の戦士。ポカポカのライバル。戦闘力はポカポカに匹敵するが、非常にギャグが寒い。一度変身すると自分の寒いギャグを笑ってもらわないと元に戻れないという困った体質。後に小夜子が製作したメカの体「ピュウゲリオン」を経て過去の体を取り戻す。物語後半では陸の同級生になる。
チャプチャプ
古代シャンバラの水の戦士。ポカポカの自称恋人だが、嫉妬心が強くポカポカの恋路をことごとく邪魔したためポカポカには迷惑がられている。マグロやフグなどを召喚する能力を持つ。世界征服大会の2回戦で滝の中から登場、鈴の体を乗っ取り出現した。後に小夜子が製作したメカの体「チャプロイドA」を経て過去の体を取り戻す。物語後半では物語後半では陸の同級生になり、鈴の家に居候した。
天宮こよみ
クールビューティー的な転校生。物語上の重要アイテム「ポカの首飾り」を持つ。陸は彼女が危機に陥るとポカポカに変身する。非常に危機回避能力が高い。登場当初の姿はシャンバラ復活の鍵としてのものであり、本来の姿は全く異なる。
臼井ひろし
堀川陸と同級生。二巻に登場。オリエンテーリングで陸と同じ班になる。日頃の影の薄さを見返そうと計画を練るがすべて頓挫する。
園田隆司
二巻に登場。不良であるが根っからの悪ではない模様。
堀川埋蔵
陸の父。考古学者。伝説の古代文明シャンバラを探している。地面を掘るたびに厄介事を引き起こすため、「悪魔のスコップを持つ男」と呼ばれる。最終章ではついにシャンバラを探し当て、陸たちのシャンバラへの旅に同行する。
貝塚小夜子
考古学者である陸の父親の助手。陸の母親代わりでもある。陸・ポカポカには大変に優しいが、芸術には厳しい。世界征服クラブ初代部長・現総帥。中学時代に使用したTNT火薬は1トン以上と、破壊力では現在の部員たちとは桁違い。大学時代には日本政府てんぷく同好会に所属していた。ポカポカたちのメカボディを開発するなど、科学者としては非常に優秀である。後に突如産休になった担任に代わり陸の担任になる。

### 世界征服クラブ
自称悪人だが、悪のセンスはない。一時的に陸もメンバーになったことがある。当初中学三年生だったが、物語後半で話の都合上二年生に落第させられる。キャプテン天草は前作『行け!!南国アイスホッケー部』に登場した天草健太郎をそのまま流用している。
ブラッディー美礼
リーダー。
キャプテン天草
天才科学者。
ハルク岩男
豪腕。

### 世界征服大会編
博士
小夜子が一時的に所属していた悪の組織のボス。頭頂部が禿げている。遊園地の地下にアジトを持っている。遊園地そのものも彼の組織の隠れ蓑。世界征服大会を主催した。悪の芽は若いうちに見出して育てなければならない、悪の組織は自爆装置と脱出装置がつきものというポリシーを持つ。結構と迂闊である。
有村
博士の助手。小夜子が大学時代所属していた日本政府てんぷく同好会のメンバー。
戦闘員
世界征服大会の案内人を務める。元は前回の大会の出場者だったが、改造されて戦闘員にされてしまう。容貌は人間だったころとほとんど変化していない。
よもつひらさかの八戦鬼
博士と有村の籠るタワーの各階を守る八人の戦鬼。陸たちがエレベーターを使用したため全員スルーされ、後ピューピューにまとめて倒される。

### その他現代人
小林
T大生。ブラックドリルによって偏差値を吸い取られ、原始人と化す。

### 古代人、シャンバラ、地底王国関係者

#### ポカの大地
長老
古代世界・ポカの大地の長老。やたらに地面を掘るなとポカポカを戒める。
プカプカ
古代人。ポカポカの親友。ポカポカにブーメランをプレゼントした。ポカの大地が敵に滅ぼされた際、死亡。
トカトカ
ポカポカの友達。ポカの大地が敵に滅ぼされた際、死亡。

#### シャンバラの遺産を復活させた国
ヨミ博士
シャンバラの科学者。ハニワロイドの開発、ポカポカの改造手術などを行った。ポカポカのことは実験動物として改造した。

#### ブラックドリル
ブラックドリル一族
地底暗黒人類。よもつひらさかの回廊に封印されていたが、穴を封じていたポカポカたちの本体が復活したために復活。リーダーのドリ・ドリ夫ほか作戦参謀、復活時に捕獲された者など数人が存在する。悪役だが間抜け。地底人でありながら、日本の保険証を持っている。地上世界の破壊を企む。地上世界（特に現代日本）について正確な情報を得ているものの、その理解はどこか歪んでおり、そのため作戦は毎回失敗に終わっている。しかし、作戦の一環として行う商売は毎回成功し、何を作っても製造が間に合わないほどの好評を勝ち得ている。最終的に地上に居つき、ワッフル屋を始めた。最終回では真面目に商売し、繁盛している様子が描かれた。

## 登場メカ
悪の帝国ロボ1号
世界征服クラブが開発した悪のロボット。外装は段ボール製。テーマソングを持つ。
悪の帝国ロボ2号
世界征服クラブが開発したアトラクション用のロボット。ハニワロイドに出番を奪われる。
ポカンガー
ピュウゲリオン
チャプロイドA
小夜子が開発したポカポカの姿を模した巨大ロボ。一時的にポカポカたちの意志の依り代となった。
ハニワロイド
シャンバラの主力兵器。いわゆるモビルスーツ的存在。土球を持つ「ハニワ使い」によって操られる。

## 書籍情報
- 単行本
  1. 1997年2月 ISBN 4091251919
  2. 1997年4月 ISBN 4091251927
  3. 1997年8月 ISBN 4091251935
  4. 1997年10月 ISBN 4091251943
  5. 1997年11月 ISBN 4091251951

『My First WIDE かってに改蔵』『My First BIG SPECIAL 毎月久米田康治』にも収録。